# Wolfsheim (Allemagne)
Pour les articles homonymes, voir Wolfsheim (homonymie).
Ne doit pas être confondu avec Wolfisheim.
Wolfsheim est une municipalité de la Verbandsgemeinde Sprendlingen-Gensingen, dans l'arrondissement de Mayence-Bingen, en Rhénanie-Palatinat, dans l'ouest de l'Allemagne.

## Références

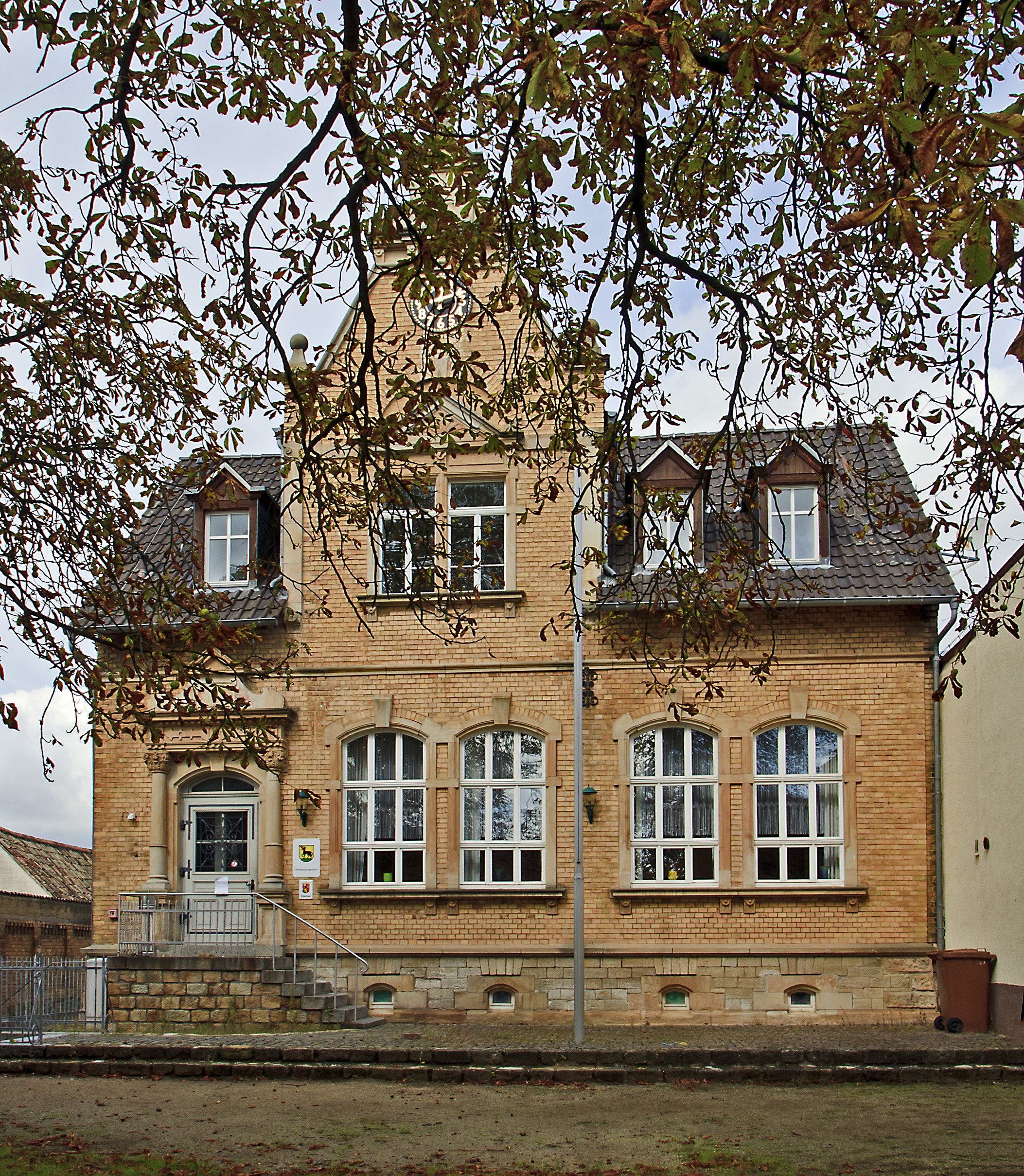
Mairie de Wolfsheim
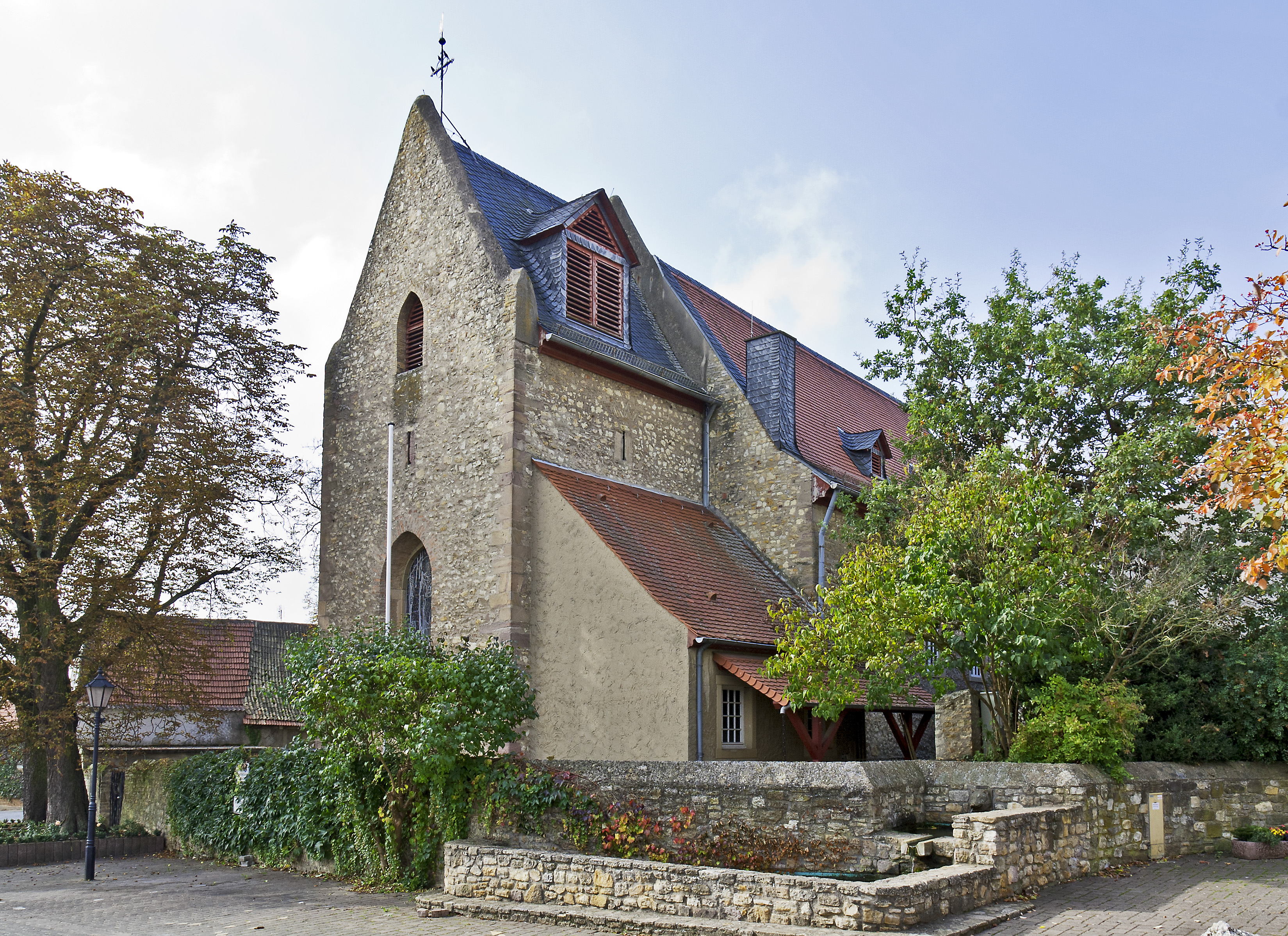
Église évangélique
Localisation de Wolfsheim dans la Verbandsgemeide et dans l'arrondissement